# 懷化學院
27°34′34″N 110°01′23″E / 27.576156°N 110.023069°E
怀化学院，或简称怀院，是中华人民共和国湖南省的一所全日制公办大学，位于湖南省怀化市鹤城区，总占地面积1100余亩，校舍总建筑面积42万平方米。有全日制在校学生1.4万人。
创办于1958年，前身是怀化师范高等专科学校。2002年经国家教育部批准升格为全日制普通本科院校。

## 历史沿革
1958年8月，湖南省人民委员会创办黔阳师范专科学校，期间一度于11月改为地区师范学校，后于1959年7月恢复建制:538。1962年，黔阳师专撤销建制，其在校学生被分配到邵阳师专继续就学:1728。1970年，黔阳地区革命委员会在师专旧址上开办师资训练班，并开设中文、数学、物理、化学、外语等五个专科专业。文化大革命結束後，基於為湖南省培養急需人才的需求，湖南师范学院获准在安江镇内的师资训练班建立黔阳分院:538-539。1977年，该校开始在怀化市东郊的书院岭修建新校舍。1978年9月，黔阳师范专科学校复校。1979年，中文、外语等三个系所迁入怀化市新址:673。1982年，湖南省人民政府裁撤湖南农学院黔阳分院，黔阳师范专科学校也接管了前者所有的教学仪器、图书、设备以及大部分教职员，1983年7月，省政府批准学校易名为怀化师范专科学校。至1984年，学校结束了两地办学的局面，全数迁入怀化新址。1988年，怀化地区教师进修学院并入怀化师专，组建了师专的培训部:1728-1729。
2000年，黔阳师范学校整体并入学校。2002年，中华人民共和国教育部批准学校升格为本科层次的大学，并更名为怀化学院。
- 2004年，学校获得学士学位授予权。
- 2021年获批硕士学位授予立项建设单位。

## 院系设置
| 怀化学院马克思主义学院                      | 怀化学院商学院             | 怀化学院法学与公共管理学院               |
| 怀化学院教育科学学院 （少数民族预科教学部） | 怀化学院体育与健康学院     | 怀化学院文学与新闻传播学院               |
| 怀化学院外国语学院                          | 怀化学院数学与计算科学学院 | 怀化学院物电与智能制造学院               |
| 怀化学院化学与材料工程学院                  | 怀化学院生物与食品工程学院 | 怀化学院计算机与人工智能学院（软件学院） |
| 怀化学院音乐舞蹈学院                        | 怀化学院美术与设计艺术学院 | 怀化学院国际学院                         |
| 怀化学院初等教育部                          | 怀化学院继续教育学院       |                                          |

## 知名校友
- 席南华，数学家，中科院院士，中国科学院大学副校长。
- 陈思思：二炮文工团歌手。
- 罗平，清华大学软件学院教授、博士生导师。
- 谢正辉，中国科学院大气物理研究所研究员、博士生导师。
- 刘宗光，中国矿业大学研究生院教授、博士生导师。
- 王跃文：官场小说作家。
- 贺刚：演员。
- 洪战辉：2005年度感动中国人物、全国十大杰出青年、全国道德模范。
- 蒋悟真：华南理工大学法学院院长，教授。